# Patrice Teisseire
Pour les articles homonymes, voir Teisseire.
Pas d'image ? Cliquez ici

a Compétitions nationales et continentales officielles uniquement.

Dernière mise à jour le 29 novembre 2017.
Patrice Teisseire, né le 1er mai 1973 à Toulon (Var), est un joueur français de rugby à XV qui évoluait au poste d'arrière (1,80 m pour 83 kg).

## Carrière
- 1991-1998 : RC Toulon
- 1998-2000 : Biarritz olympique
- 2000-2002 : Stade montois
- 2002-2006 : RC Toulon

Il arrête sa carrière de joueur en 2006 pour exercer le métier de kinésithérapeute, puis chocolatier.

## Palmarès

### En club
- Champion de France (1) : 1992 avec Toulon
- Champion de France de Pro D2 (2) : 2002 avec Mont de Marsan et  2005 avec Toulon
- Coupe de France (1) : 2000 avec Biarritz

### En équipe nationale
- Équipe de France - de 21 ans
- International universitaire
- Champion du Monde universitaire : 1996